# Sweetest Pie
«Sweetest Pie» (с англ. — «Сладчайший пирог») — песня американской рэперши Megan Thee Stallion и британской певицы Дуа Липы, вышедшая  11 марта 2022 года на лейблах 1501 Certified и 300 Entertainment в качестве ведущего сингла со второго студийного альбома Megan Thee Stallion Traumazine.

## История
В июне 2021 года Megan Thee Stallion выразила заинтересованность в сотрудничестве с Дуа Липой, на что та ответила, что тоже хотела бы сотрудничать с Megan Thee Stallion. Megan Thee Stallion и Липа начали сообщать о сотрудничестве в феврале 2022 года после того, как последняя назвала первого «самым сладким пирожком» («thee sweetest pie»), отправив ей пирог на день рождения. В том же месяце Megan Thee Stallion выложила тизер, что её следующий сингл будет с кем-то, о чём её поклонники могли догадаться раньше, и что это будет неожиданная для неё и «другая» [особенная] песня.
6 марта 2022 года Megan Thee Stallion и Липа официально объявили о своём сотрудничестве. Первая из них выпустила рекламное изображение лиц двух артисток, нарисованных на торте, а вторая поделилась 5-секундным фрагментом трека, сопровождаемым видео текстового разговора между ними, в котором они поделились их совместными фотографиями. На следующий день они раскрыли обложку и название «Sweetest Pie». Релиз песни состоялся 11 марта 2022 года.

## Музыкальное видео
Музыкальное видео на «Sweetest Pie» сопровождало выпуск песни и было снято Дэйвом Мейерсом с концепцией, созданной Megan Thee Stallion. Музыкальное видео вдохновлено сюжетной линией немецкой сказкой братьев Гримм «Гензель и Гретель», «приветствуя дуэт ничего не подозревающих мужчин в их логове — в конечном итоге заманивая их на смерть».

## Концертные выступления
15 марта 2022 года, во время тура Дуа Липы Future Nostalgia Tour, Липа вывела Megan Thee Stallion на Ball Arena в Денвере, штат Колорадо, для совместного выступления. Это был первый случай, когда они исполнили эту песню вместе вживую.

## Участники записи
По данным Qobuz.
- Megan Thee Stallion — вокал, автор
- Дуа Липа — вокал, автор
- Романо — продюсер
- OG Parker — продюсер
- Platinum Library — продюсер
- Koz — дополнительный продюсер
- Shawn «Source» Jarrett — звукоинженер
- Марк Шик — инженер по записи вокала
- Майк Дин — сведение, мастеринг

## Чарты
| Чарт (2022)                            | Высшая позиция |
| -------------------------------------- | -------------- |
| Австралия (ARIA)                       | 24             |
| Бельгия/Валлония (Ultratop 50)         | 42             |
| Канада (Billboard Canadian Hot 100)    | 19             |
| Канада (Billboard CHR/Top 40)          | 10             |
| Канада (Billboard Hot AC)              | 32             |
| Мир (Billboard Global 200)             | 12             |
| Венгрия (Rádiós Top 40)                | 5              |
| Ирландия (IRMA)                        | 14             |
| Новая Зеландия (Recorded Music NZ)     | 33             |
| Польша (Polish Airplay Top 100)        | 61             |
| Португалия (AFP)                       | 69             |
| Словакия (Rádio — Top 100)             | 69             |
| Швеция (Sverigetopplistan)             | 59             |
| Швейцария (Schweizer Hitparade)        | 54             |
| Великобритания (OCC UK Singles)        | 31             |
| США (Billboard Hot 100)                | 15             |
| США (Billboard Adult Pop Airplay)      | 24             |
| США (Billboard Dance/Mix Show Airplay) | 6              |
| США (Billboard Hot Rap Songs)          | 3              |
| США (Billboard Pop Airplay)            | 5              |
| США (Billboard Rhythmic)               | 8              |

## Сертификации
| Регион                                                                      | Сертификация | Продажи   |
| --------------------------------------------------------------------------- | ------------ | --------- |
| Бразилия (ABPD)                                                             | Платиновый   | 40 000    |
| Канада (Music Canada)                                                       | Платиновый   | 80 000    |
| Португалия (AFP)                                                            | Золотой      | 5000      |
| Великобритания (BPI)                                                        | Серебряный   | 200 000   |
| США (RIAA)                                                                  | Платиновый   | 1 000 000 |
| Данные о продажах + прослушиваниях приведены только на основе сертификации. |              |           |

## История релиза
| Регион | Дата          | Формат                        | Версия   | Лейбл              | Ссылка |
| ------ | ------------- | ----------------------------- | -------- | ------------------ | ------ |
| Мир    | 11 марта 2022 | CD Цифровые загрузки стриминг | Original | 1501 Certified 300 | [ 47 ] |
| Мир    | 11 марта 2022 | Digital download streaming    | Clean    | 1501 Certified 300 | [ 47 ] |
| Италия | 11 марта 2022 | Radio airplay                 | Clean    | Warner             | [ 48 ] |
| США    | 14 марта 2022 | Adult contemporary radio      | Clean    | 1501 Certified 300 | [ 49 ] |
| США    | 15 марта 2022 | Contemporary hit radio        | Clean    | 1501 Certified 300 | [ 50 ] |
| США    | 15 марта 2022 | Rhythmic contemporary radio   | Clean    | 1501 Certified 300 | [ 51 ] |